# Felice Gasperi
Felice Gasperi (Bologna, 26 de dezembro de 1903 - 23 de maio de 1982) foi um futebolista italiano.

## Carreira
Conquistou a medalha de bronze 1928, com a Seleção Italiana de Futebol.